# Équipe du Brésil de football à la Copa América 2001
L'équipe du Brésil de football participe à sa 30e Copa América lors de l'édition 2001 qui se tient en Colombie du 11 juillet 2001 au 29 juillet 2001. Elle se rend à la compétition en tant que double tenant du titre.
Les Brésiliens sont battus en quart de finale par le Honduras, futur 3e. Cette élimination met fin à une série de trois participations consécutives à la finale du tournoi (finaliste en 1995, vainqueur en 1997 et 1999).

## Résultat

### Premier tour
| Classement final |          |     |   |   |   |   |    |    |      |
|                  | Équipe   | Pts | J | G | N | P | BP | BC | Diff |
| 1                | Brésil   | 6   | 3 | 2 | 0 | 1 | 5  | 2  | +3   |
| 2                | Mexique  | 4   | 3 | 1 | 1 | 1 | 1  | 1  | 0    |
| 3                | Pérou    | 4   | 3 | 1 | 1 | 1 | 4  | 5  | -1   |
| 4                | Paraguay | 2   | 3 | 0 | 2 | 1 | 4  | 6  | -2   |

| 12 juillet | Pérou   | 3 | 3 | Paraguay |
| 12 juillet | Mexique | 1 | 0 | Brésil   |
| 15 juillet | Brésil  | 2 | 0 | Pérou    |
| 15 juillet | Mexique | 0 | 0 | Paraguay |
| 18 juillet | Pérou   | 1 | 0 | Mexique  |
| 18 juillet | Brésil  | 3 | 1 | Paraguay |

| 12 juillet 2001 | Mexique     | 1 – 0   | Brésil | Estadio Olímpico Pascual Guerrero (Cali)    |                                             |
| 19 h 45         | Borgetti 5e | (1 - 0) |        | Spectateurs : 38 000 Arbitrage : Óscar Ruiz | Spectateurs : 38 000 Arbitrage : Óscar Ruiz |

| 15 juillet 2001 | Brésil                      | 2 – 0   | Pérou       | Estadio Olímpico Pascual Guerrero (Cali)         |                                                  |
| 16 h 00         | Guilherme 9e · Denílson 85e | (1 - 0) | Salazar 67e | Spectateurs : 30 000 Arbitrage : Jorge Larrionda | Spectateurs : 30 000 Arbitrage : Jorge Larrionda |

| 18 juillet 2001 | Brésil                                                    | 3 – 1   | Paraguay                          | Estadio Olímpico Pascual Guerrero (Cali)       |                                                |
| 19 h 45         | Alex 60e · Belletti 89e · Denílson 90e · Roque Júnior 58e | (0 - 1) | Alvarenga 11e (pen.) · Caniza 81e | Spectateurs : 40 000 Arbitrage : Ángel Sánchez | Spectateurs : 40 000 Arbitrage : Ángel Sánchez |

### Quart de finale
| 23 juillet 2001 | Honduras | 2 – 0   | Brésil | Stade Palogrande (Manizales)                   |                                                |
| 17 h 30         | Belletti 57e (csc) · Martínez 90e | (0 - 0) | | Spectateurs : 30 000 Arbitrage : Ubaldo Aquino | Spectateurs : 30 000 Arbitrage : Ubaldo Aquino |
| 17 h 30         | Valladares - Medina, Cárcamo ( 82e), Caballero, Pérez - García, Bernárdez, Turcios ( 68e Rodríguez), Guevara - León ( 88e Izaguirre), Martínez | Équipes | Marcos - Juan, Cris, Júnior, Belletti - Eduardo Costa ( 65e Jardel), Emerson ( 82e), Luisão ( 46e Juninho Pernambucano), Alex ( 46e Juninho Paulista) - Denílson, Guilherme | Spectateurs : 30 000 Arbitrage : Ubaldo Aquino | Spectateurs : 30 000 Arbitrage : Ubaldo Aquino |

## Navigation